# Metallata alacris
Metallata alacris là một loài bướm đêm trong họ Erebidae.